# Kaysville
Kaysville é uma cidade localizada no estado norte-americano de Utah, no Condado de Davis.

## Demografia
Segundo o censo norte-americano de 2000, a sua população era de 20.351 habitantes.
Em 2006, foi estimada uma população de 23.563, um aumento de 3212 (15.8%).

## Geografia
De acordo com o United States Census Bureau tem uma área de
26,1 km², dos quais 26,1 km² cobertos por terra e 0,0 km² cobertos por água. Kaysville localiza-se a aproximadamente 1415 m acima do nível do mar.

## Localidades na vizinhança
O diagrama seguinte representa as localidades num raio de 12 km ao redor de Kaysville.